# Morpho talboti
Morpho talboti är en fjärilsart som beskrevs av Le Moult 1931. Morpho talboti ingår i släktet Morpho och familjen praktfjärilar. Inga underarter finns listade i Catalogue of Life.